# Andex Records
Andex Records est un label discographique américain de jazz, basé à Los Angeles, en Californie. Il est fondé en 1957 par les frères John et Alex Siamas.

## Histoire
En 1957, John et Alex Siamas fondent Andex Records qui se spécialise dans le jazz, essentiellement West Coast. Néophytes et amateurs de musique, les Siamas dirigent Rex Productions dont sont issus d'autres labels tels que Keen Records, orienté vers le rhythm and blues et qui fait découvrir Sam Cooke, avec son premier succès You Send Me, et Ensign Records, tourné vers le gospel.
Mais le label publie également quelques singles de rhythm and blues et de rock 'n' roll, par exemple de J. W. Alexander. Dans le domaine du gospel, des singles des Pilgrim Travelers et The Original Gospel Harmonettes sont parus sur Andex, ainsi que de la musique légère de Rene Bloch et Herb Alpert (The Hully Gully). Dans le domaine du jazz, selon Tom Lord, Conte Candoli, Jerry Fuller, John Graas, Bill Holman, Bob Keene, Mel Lewis, Art Pepper, Jimmy Rowles et Dempsey Wright ont publié entre 1958 et 1960, en outre, le West Coast All Star Ninetet (International Premiere in Jazz, avec Jack Sheldon, Bob Enevoldsen, Buddy Collette, Art Pepper, Bill Perkins, Paul Moer, Red Mitchell, Red Callender, Larry Bunker, John Graas) ont enregistré sur le label.
Le catalogue est réédité d'abord en vinyle dans les années 1980, notamment par Fresh Sound Records, puis actuellement[Quand ?] en CD par V.S.O.P. Records.